# Bürgermeisterei Weidenbach
Die Bürgermeisterei Weidenbach war eine von ursprünglich zwölf preußischen Bürgermeistereien, in die sich der 1816 neu gebildete Kreis Daun im Regierungsbezirk Trier verwaltungsmäßig gliederte. Von 1822 an gehörte sie zur Rheinprovinz. Der Verwaltung der Bürgermeisterei unterstanden fünf Gemeinden. Der Verwaltungssitz war in Üdersdorf, später in Niederstadtfeld. Heute liegt das Verwaltungsgebiet im Landkreis Vulkaneifel in Rheinland-Pfalz.
Ende 1927 wurde die Bürgermeisterei Weidenbach in Amt Weidenbach umbenannt, in den 1930er Jahren wurde dieses mit dem Amt Üdersdorf zum Amt Niederstadtfeld zusammengeschlossen.

## Gemeinden und zugehörende Ortschaften
Zur Bürgermeisterei Weidenbach gehörten fünf Gemeinden (Einwohnerzahlen und Anzahl der Haushalte (Feuerstellen) Stand 1818):
- Bleckhausen mit der Bleckhausermühle (182 Einwohner, 37 Haushalte)
- Deudesfeld mit dem Jakobshof, der Mausemühle und der Mühle Thurnau (255 Einwohner, 48 Haushalte)
- Meisburg (137 Einwohner, 19 Haushalte)
- Schutz mit vier Mühlen (122 Einwohner, 22 Haushalte)
- Weidenbach mit der Rutschmühle (265 Einwohner, 47 Haushalte)

## Geschichte
Bis zum Ende des 18. Jahrhunderts gehörten alle Ortschaften im Verwaltungsbezirk zum Kurfürstentum Trier, Meisburg unterstand dem Amt Kyllburg die übrigen Orte dem Amt Manderscheid.
Im Jahr 1794 hatten französische Revolutionstruppen das Linke Rheinufer besetzt. Nach dem Frieden von Campo Formio (1797) wurde von der französischen Direktorialregierung die damals neue französische Verwaltungsstruktur eingeführt (1798). Meisburg gehörte zum Kanton Kyllburg, die übrigen Orte zum Kanton Manderscheid im Departments der Saar. Weidenbach wurde im Jahr 1800 Hauptort (chef-lieu) einer Mairie. Infolge der sogenannten Befreiungskriege wurde die Region 1814 vorläufig dem Generalgouvernement Mittelrhein, dann dem Generalgouvernement Nieder- und Mittelrhein unterstellt.
Auf dem Wiener Kongress (1815) wurde die gesamte Eifel dem Königreich Preußen zugeteilt. Unter der preußischen Verwaltung wurden im Jahr 1816 Regierungsbezirke und Kreise neu gebildet, linksrheinisch behielt Preußen in der Regel die Verwaltungsbezirke der französischen Mairies vorerst bei. Die Bürgermeisterei Weidenbach entsprach der vorherigen Mairie Weidenbach unter Einbeziehung der Gemeinde Meisburg aus der Mairie Mürlenbach. Die Bürgermeisterei Weidenbach gehörte zum Kreis Daun im Regierungsbezirk Trier und ab 1822 zur Rheinprovinz.
Der Verwaltungssitz war zunächst in der Gemeinde Üdersdorf. Hier war auch der Verwaltungssitz der ansonsten eigenständigen Bürgermeisterei Üdersdorf. Beide Verwaltungen wurden 1878 nach Niederstadtfeld verlegt.
Die Bürgermeisterei Weidenbach wurde Ende 1927, so wie alle Landbürgermeistereien in der Rheinprovinz, aufgrund des preußischen Gesetzes über die Regelung verschiedener Punkte des Gemeindeverfassungsrechts vom 27. Dezember 1927 in „Amt Weidenbach“ umbenannt.
Später wurten die Ämter Weidenbach und Üdersdorf und zum „Amt Niederstadtfeld“ zusammengeschlossen. Dieses Amt bestand bis zum 1. Oktober 1968, es ging zunächst in der Verbandsgemeinde Niederstadtfeld auf. Schließlich wurden 1970 die Verbandsgemeinde Gillenfeld und Niederstadtfeld mit der Verbandsgemeinde Daun zusammengeschlossen.

## Statistiken
Nach einer „Topographisch-Statistischen Beschreibung der Königlich Preußischen Rheinprovinzen“ aus dem Jahr 1830 gehörten zur Bürgermeisterei Weidenbach fünf Dörfer und sieben Mühlen. Im Jahr 1818 wurden insgesamt 961 Einwohner in 173 Haushalten gezählt, 1828 waren es 1.029 Einwohner, alle gehörten dem katholischen Glauben an. Katholische Pfarrkirchen bestanden in Bleckhausen, Deudesfeld, Meisburg und Weidenbach.
Weitere Details entstammen dem „Gemeindelexikon für das Königreich Preußen“ aus dem Jahr 1888, das auf den Ergebnissen der Volkszählung vom 1. Dezember 1885 basiert. Im Verwaltungsgebiet der Bürgermeisterei Weidenbach lebten insgesamt 1.553 Einwohner in 321 Wohngebäuden und 305 Haushalten; alle Einwohner waren katholisch.
Die Gesamtfläche der zur Bürgermeisterei gehörigen Gemeinden betrug 4.096 Hektar, davon waren 1.303 Hektar Ackerland, 313 Hektar Wiesen und 1.717 Hektar Wald (Stand 1885).